# Аюшеєв Дамба Бадмаєвич
Дамба Бадмаєвич (Василь Борисович) Аюшеєв (1 вересня 1962, с. Бурсомон Красночикойського району Читинської області) — XXIV Пандіто Хамбо лама — глава Буддійської традиційної сангхи Росії.

## Біографія

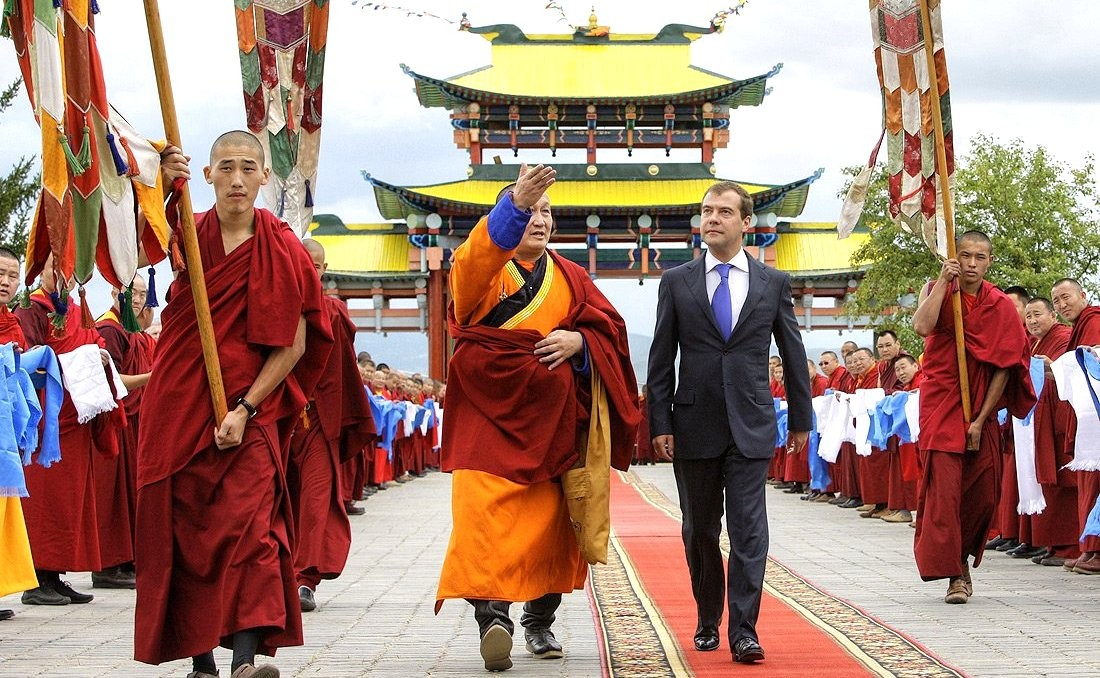
З Дмитром Медведєвим у серпні 2009 року

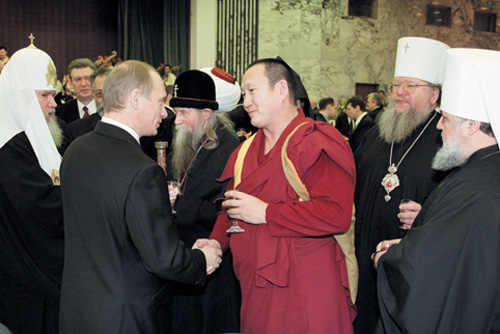
З Володимиром Путіним в грудні 2000 року

У 1980 році закінчив Петровськ-Забайкальське педагогічне училище. Потім працював учителем в Кункурській середній школі Агінського Бурятського автономного округу.
В 1983 році вступив до Буддійського університету ім. Дзанабадзара в Улан-Баторі (Монголія) і закінчив його в 1988 році. Спеціалізувався на тибетській медицині.
Протягом року за дорученням Буддійської традиційної сангхи Росії був куратором радянських студентів, які навчалися в буддійському університеті. Після цього працював емчі-ламою в Іволгинському дацані.
У 1991 році призначається ширеете-ламою (настоятелем) відновлюваного на той час дацану «Балдан Брейбун» в улусі Мурочі Кяхтинського району, першого дацану на території етнічної Бурятії. Впродовж двох років під його керівництвом, на місці зруйнованого в 1930-тих роках, був заново відбудований новий дацан.
28 квітня 1995 року Дамба Аюшеєв на альтернативній основі обирається XXIV Пандіто Хамбо-ламою, головою Центрального духовного управління буддистів РФ (ЦДУБ), згодом перейменованого в Буддійську традиційну сангху Росії.
За час перебування Дамби Аюшеєва на цій посаді був зведений дацан на Верхній Березівці (Улан-Уде) в якості другої резиденції Пандіто Хамбо-лами, відкриті два буддійських інститути (в Іволгинському та Агінському дацанах). У них викладають бурятські, тибетські і монгольські вчителі. Відкрито нові дацани і дугани на території етнічної Бурятії. Буддизм визнаний в якості однієї з чотирьох традиційних конфесій Росії, широко розвиваються міжнародні зв'язки.
З 2 серпня 1995 року Дамба Аюшеєв є членом Ради із взаємодії з релігійними об'єднаннями при президенті Російської Федерації.
З 23 грудня 1998 року входить до президії міжрелігійної ради Росії.
З 3 березня 2004 року входить до президії міжрелігійної ради країн СНД.
Дамба Аюшеєв є віце-президентом Азійської буддійської конференції за мир.
4 червня 2011 року Указом Президента Монголії за вагомий внесок у зміцнення російсько-монгольських відносин нагороджений орденом «Полярна Зірка». Нагородження проводив генеральний прокурор Монголії Дамбин Дарлігжав .
17 червня 2011 року в Іволгинському дацані нагороджений медаллю Кемеровської області «За віру і добро». Нагородження проводили представники адміністрації Кемеровської області.
11 лютого 2013 року Указом Президента Росії Володимира Путіна нагороджений орденом Дружби .

## Релігійні погляди
Провідний науковий співробітник ІМБТ СВ РАН Д. Д. Амоголонова зазначає, що Дамба Аюшеєв має критичну думку про бурятський шаманізм і російські буддійські організації, що не входять в БТСР, а також «не проводить кордону між конфесіями, визначаючи в якості буддиста всякого, хто вірить на 60 % силам згори» .